# ト・ギョンワン
ト・ギョンワン（都炅完、ハングル表記：도경완、1982年旧暦3月7日 - ）は、大韓民国のアナウンサー。
本貫は星州都氏。妻は歌手のチャン・ユンジョン。

## 経歴
- 2009年 35期 KBS 公採のアナウンサー